# Општина Брецку (Ковасна)
Брецку (рум. Breţcu) општина је у Румунији у округу Ковасна.
Oпштина се налази на надморској висини од 639 m.